# Рафаэль (опера)
Рафаэль (итал. Raffaello), оп. 37 — одноактная опера А. С. Аренского на русском и итальянском языках, написанная в 1894 году для Всероссийского съезда художников и открытия Третьяковской галереи. Либретто А. Крюкова и Модеста Чайковского. Оригинальный русский текст А. Крюкова, итальянский перевод L. Egidi.

## История создания
Опера была заказана Московским обществом любителей искусств Аренскому после успеха его первой оперы «Сон на Волге». Впервые поставлена в 1894 году силами студентов Московской консерватории на итальянском языке.

## Действующие лица
| Персонажи                    | Голоса                                                             |
| ---------------------------- | ------------------------------------------------------------------ |
| Рафаэль, художник            | меццо-сопрано (в партитуре), также тенор (в некоторых постановках) |
| Форнарина, натурщица Рафаэля | сопрано                                                            |
| Кардинал Бибиена             | бас                                                                |
| Народный певец               | тенор                                                              |
| Ученики Рафаэля, жители Рима | хор                                                                |

## Краткое содержание
Действие происходит в Риме в XVI веке.
Рафаэль распускает своих учеников в связи с празднованием карнавала. Мысли его поглощены Форнариной, — красавицей, которую он повстречал у фонтана. Однако патрон художника, кардинал Бибиена, хотел бы женить Рафаэля на своей племяннице.
Народ на улице зовёт «маэстро Рафаэля» и Форнарину присоединиться к гуляньям. Слышится любовная песня народного певца. Неожиданно появляется кардинал. Он упрекает художника в том, что будучи уже почти членом семьи, тот остаётся наедине с незнакомой женщиной. Рафаэль признаётся кардиналу, что любит Форнарину. Разгневанный кардинал подстрекает народ сорвать с Рафаэля «маску злого лицемерья», осудить греховность художника. В гневе он срывает полотно с только что законченной картины и благоговейно отступает перед образом Мадонны, написанной с Форнарины.

## Музыкальные номера
1. Вступление
2. Хор учеников «Друзья, за работу смелей» («Andiam, su compagni al lavor») — ученики, Рафаэль.
3. Ариозо Рафаэля «Свободы мгновенью я рад» («Son libero alfine!») — Рафаэль.
4. Дуэт Рафаэля и Форнарины «О, блаженство моё» («Oh, delizia del cor») — Рафаэль, Форнарина.
  - Хор римлян «Весь Рим кипит весельем» («Già lieta Roma accende»)[2] — хор за сценой. (Вставка в дуэт).
  - Песня народного певца «Страстью и негою сердце трепещет» («Di voluttade già il mio cor si fonde») — народный певец за сценой. (Вставка в дуэт).
5. Ария кардинала «Бог всемогущий!» («Gran Dio possente!») — кардинал.
6. Трио «Отец святой, ты можешь строго» («O сardinal! Ben puoi severo») — Рафаэль, Форнарина, кардинал.
7. Финал — Рафаэль, Форнарина, кардинал, хор.

## Знаменитые исполнители
«Единственное из этой оперы [„Рафаэль“], что продолжает жить поныне на концертной эстраде, это песня народного певца („Страстью и негою сердце трепещет“)…» Песня входит в репертуар многих теноров.
- Народный певец за сценой: И. Козловский, C. Лемешев, Л. Собинов

Перевод этой песни на украинский язык («Пристрастю ніжною серце палає») издан в 1956 году, однако он не завершён: часть текста (16 %) напечатана по-русски. Вероятно, в печать попал черновик; была предложена правка. В 2018 году опубликован английский перевод («My heart is trembling with passion and pleasure»), в 2020 – французский (« Mon cœur frémit de passion et tendresse »).

## Известные аудиозаписи
- 1956 — дирижёр В. Смирнов, Хор и оркестр Всесоюзного радио, «Мелодия», СССР. На русском языке.

Исполнители: Рафаэль — В. Калужский (партия транспонирована под тенора), Форнарина — З. Долуханова, Кардинал — А. Королев, Народный певец — В. Кравцов.
- 2004 — дирижёр К. Орбелян, Хор духовного возрождения России и Национальный филармонический оркестр, «Delos», Россия. На итальянском языке.

Исполнители: Рафаэль — М. Домашенко (меццо-сопрано), Форнарина — Т. Павловская, Кардинал — А. Виноградов, Народный певец — В. Гривнов.
- 2014 - дирижёр С. Кондрашев. Симфонический оркестр радио «Орфей», Академический Большой хор «Мастера хорового пения», солисты московских театров. На русском языке.